# 241 до н. е.

## Події
- 10 березня — в ході Першої Пунічної війни в бою біля Егатських островів римський флот Лутація Катула здобув перемогу над флотом Карфагена під керівництвом Ганнона.
- В битві при Анкірі Мітридат II в союзі з Антіохом Гієраксом і галатами розбив війська Селевка Каллініка.
- Облога Дрепана

## Магістрати-епоніми
Римська республіка консули: Авл Манлій Торкват Аттік та Квінт Лутацій Церкон.

## Померли
- Агіс IV — король Спарти, наступник Евдамід III
- Аркесілай — давньогрецький філософ.